# Home Credit
Skupina Home Credit je globálním poskytovatelem spotřebitelského financování na základě moderních finančních technologií. Home Credit byl založen v roce 1997 v České republice, která zůstává jeho domácím trhem. Home Credit Group B.V. je holdingovou společností, která zastřešuje globální platformu spotřebitelského financování, jež centrálně řídí strategii, technologie, rizika, produkty a refinancování pod značkou Home Credit. Značka Home Credit je vlastněna investiční skupinou PPF.
Své služby nabízí Home Credit zákazníkům v obchodech, jejichž počet celosvětově přesáhl 400 tisíc, ale soustřeďuje se stále více i na on-line prodeje. Jedná se především o nákupy na splátky (tzv. účelové spotřebitelské úvěry v místě prodeje), úvěrové či kreditní karty (tzv. revolvingové úvěry) či hotovostní úvěry (neúčelové úvěry).
Nakoupit na úvěr lze také ve vlastních internetových tržištích Home Creditu (Rusko, Čína), přes mobilní aplikaci Home Creditu, s využitím kreditní karty Home Creditu (ČR, Slovensko, Rusko, Kazachstán, Filipíny, Vietnam) anebo v e-shopech třetích stran. Home Credit financuje nákup spotřebního zboží, ale také jiných komodit, například jazykových kurzů a to vždy v domácí měně trhu, na němž působí. V USA působí Home Credit od roku 2015 ve spolupráci s telekomunikačním operátorem Sprint.

## Profil společnosti
Skupina Home Credit („Home Credit Group B.V.“ nebo „HCGBV“, registrovaná v Nizozemí) dnes působí ve třech geografických oblastech: v jižní a jihovýchodní Asii (v Indii, Indonésii, Číně, ve Vietnamu a na Filipínách); ve Společenství nezávislých států (v Rusku a Kazachstánu); a ve střední a východní Evropě (v České republice a na Slovensku). Na všech trzích, kde HCGBV působí, získala k úvěrování potřebné licence národních regulátorů finančního trhu.
V České republice Home Credit financuje i nákup ojetých vozů a v roce 2005 zde vstoupil do segmentu krátkodobých půjček s produktem označeným názvem Kamali. Kamali se v roce 2019 a 2020 umístila na první příčce Indexu odpovědného úvěrování srovnávající poskytovatele malých půjček.
Home Credit a. s. je členem České leasingové a finanční asociace  , která se podílí na přípravě právních předpisů souvisejících s nebankovními finančními produkty a s postavením společností poskytujících leasing, spotřebitelské úvěry, splátkové prodeje a faktoring. V Česku stál Home Credit u zrodu zájmového sdružení Solus , které provozuje pozitivní a negativní registr klientských informací. Využívá i data z Nebankovního registru klientských informací , jenž spravuje databázi údajů o smluvních vztazích mezi věřitelskými subjekty a jejich klienty. V roce 2019 financovala společnost Home Credit 32,8 milionu hotovostních úvěrů a nákupů zboží. Objem poskytnutých úvěrů stoupl na 21,4 miliardy eur.

## Historie
Home Credit vznikl v České republice v roce 1997. Firma zpočátku nabízela spotřebitelské financování prostřednictvím leasingu a splátkového prodeje. V roce 2000 uvedla na trh jednu z prvních úvěrových karet v České republice a o dva roky později začala novým klientům poskytovat také hotovostní úvěry.
Skupina Home Credit v současnosti působí v Evropě v České republice (od 1997), na Slovensku (od 1999), v Ruské federaci (od 2002), Kazachstánu (od 2005), v Bělorusku (od roku 2007 do roku 2018, kdy Home Credit ze země odešel). Od roku 2006 působila také na Ukrajině, avšak zdejší pobočka byla v roce 2010 prodána. V Asii Home Credit poskytuje úvěry v Číně (2007), Indii (2012), Indonésii, Filipínách (2013) a ve Vietnamu (2014) a v USA (od roku 2015 ve spolupráci s telekomunikačním operátorem Sprint).
V roce 2014 získala Home Credit v Číně celostátní licenci k provozování nebankovních spotřebitelských půjček. Po zpřísnění podmínek na čínském trhu v roce 2017 se v prvním čtvrtletí roku 2018 Home Credit propadla do ztráty v přepočtu 2,3 miliard Kč ale už v posledním čtvrtletí téhož roku už byla opět v zisku 2,3 miliardy Kč.
Dne 8. října 2018 podepsal Home Credit Group B.V. (HCGBV) předběžnou dohodu s bankou Moneta Money Bank, v níž se zavázal k odprodeji českého a slovenského Home Creditu. V únoru 2019 však bylo oznámeno, že kvůli neshodám o ocenění Air Banky a Home Creditu plánované spojení neproběhne. Tato fúze měla vést k vytvoření přední české retailové banky a druhého největšího poskytovatele spotřebitelských úvěrů v České republice.
V roce 2021 Moneta Money Bank znovu jedná s investiční skupinou PPF o veřejném návrhu o odkoupení akcií Monety od jejích akcionářů s cílem konsolidovat český bankovní trh a spojit aktivity Monety, Air Bank a českého a slovenského Home Creditu. Představenstvo Moneta dospělo k závěru, že odkup je v souladu se zájmy banky a jejích akcionářů.
Home Credit se roku 2020 propadl do ztráty 15,3 miliardy korun kvůli krizi způsobené pandemií nemoci covid-19 i nově zavedenými regulacemi v Číně. Již v roce 2019 zastavil přípravu vstupu na burzu v Hongkongu. Z původních 123 000 zaměstnanců musel propustit zhruba polovinu a roku 2021 jich zaměstnává asi 60 000.
Hloubková kontrola návrhu plánu skupiny PPF spojit Monetu Money Bank s jejími bankovními firmami, tedy s Air Bank, československou částí splátkové firmy Home Credit a se start-upem Benxy Archivováno 11. 5. 2019 na Wayback Machine., je hotová. Moneta a PPF teď pracují na dohodě o ceně, za kterou se sloučení uskuteční. Tento návrh předloží akcionářům Monety na mimořádné valné hromadě.

### Kontroverze
V Česku využívala společnost v úvěrových smlouvách tzv. rozhodčí doložky stanovící, že spor s klientem ohledně nesplácení úvěru je řešen rozhodcem (rozhodčím soudem), avšak ve formě, kterou Nejvyšší a Ústavní soud (v květnu 2011 poprvé, a definitivně v roce 2019) označily takovéto doložky za nezákonné a neplatné. V květnu 2020 se Home Credit nakonec rozhodl zastavit všechny exekuce vyplývající z úvěrových smluv s rozhodčí doložkou a nést veškeré zbylé ztráty z takto vymáhaných úvěrů. Podle zjištění novinářů Seznam Zpráv tak skupina Home Credit odepsala asi 300 milionů korun, zatímco ostatní české banky prodaly většinu obdobných pohledávek třetím stranám mimo licencovaný sektor finančních služeb.[zdroj?]
V období 2013 - 2017 se i v Číně začaly objevovat stížnosti na cenovou politiku Home Creditu. Ačkoliv Home Credit v Číně dodržuje maximální úrokový strop vyhlášený regulátorem, klienti požadovali levnější úvěry. Argumentovali přitom jiným úrokovým stropem, jenž stanovuje čínský občanský zákoník, který však určuje nejvyšší sazby pro půjčky mezi lidmi navzájem.Podle čínských ekonomických komentátorů je obchodní model společnosti značně rizikový, protože se velmi orientuje na zákazníky, kde je velké riziko nevymahatelnosti dluhu.
Praktiky společnosti v Česku se staly cílem street-artového umělce Timo, který vytvořil dílo z loga společnosti s textem „Home Less, s námi na to máte“. Tehdejší ředitel společnosti následně vyvinul nátlak na VUT, která byla správcem plochy, což vedlo k zabílení plochy s uměleckým dílem.

#### Sponzoring Univerzity Karlovy v Praze
V říjnu 2019 se Home Credit stal oficiálním „hlavním partnerem“ Univerzity Karlovy. Smlouvu podepsal rektor univerzity Tomáš Zima se zástupcem Home Creditu Jiřím Šmejcem 30. září 2019. Univerzita tak měla mít logo firmy na svých stránkách či akcích a vzájemně se měli propagovat i dalšími způsoby. Home Credit se ve smlouvě zavázal vyplatit univerzitě 1,5 milionu korun v období tří let. Univerzita chtěla peníze použít na financování výzkumných a vědeckých projektů či zajišťování mezinárodních akcí. Dalším závazkem pro Home Credit bylo sehnat pro univerzitu experta na marketing a sponzoring. Společnost Home Credit na svém účtu na Twitteru uvedla, že chce podporovat zejména Matematicko-fyzikální fakultu a Fakultu sociálních věd Univerzity Karlovy. Po velké kritice veřejnosti a i části lidí ze samotné univerzity Home Credit smlouvu vypověděl. Univerzita Karlova v důsledku kritiky připravila nová etická pravidla pro přijímání darů a pro sponzoring.

#### Snaha ovlivnit veřejné mínění ve prospěch Číny
Společnost Home Credit International, a. s. si v roce 2019 najala PR agenturu C&B Reputation Management, která měla podle zjištění novinářů ze serveru Aktuálně.cz za úkol zlepšit obraz Číny u české veřejnosti. Podle pracovních výkazů, které měli novináři k dispozici, PR agentura C&B Reputation Management vykázala Home Creditu za období dubna až srpna 2019 kolem 2000 hodin práce. Pod výkazy byl podepsán ředitel agentury a její menšinový vlastník Tomáš Sazima, který v minulosti dělal PR například straně LEV21 Jiřího Paroubka nebo ČSSD. Většinově agenturu vlastní Tomáš Jirsa, dřívější byznysový partner mluvčího PPF, Radima Ochvata a v té době jednatel publicistického serveru Info.cz. (který je součástí holdingu EPH miliardáře Daniela Křetinského, jehož partnerkou je od roku 2017 Anna Kellnerová, dcera Petra Kellnera, majitele PPF, mateřské společnosti Home Creditu). Zveřejnění článku vedlo k ukončení spolupráce serveru Info.cz s Jirsou. Šéfredaktor serveru Michal Půr médiím sdělil, že o spolupráci Jirsy s Home Creditem nevěděl, ale že si je jistý, že obsah zpravodajství neovlivňoval.
Ředitel agentury Tomáš Sazima tvrdil, že cílem jejich práce nebylo manipulovat veřejné mínění, ale moderovat údajně pokřivenou debatu o Číně. Společnost přiznala, že financovala založení a fungování projektu Sinoskopu (pozdější Asiaskop), jehož oficiální tváří a zakladatelem je sinolog a tlumočník českých ústavních činitelů Vít Vojta. Ten například pravidelně tlumočil prezidentovi Miloši Zemanovi během jeho cest do Číny, jichž se v některých případech účastnil i Petr Kellner. Vojta je mimořádně aktivní v tisku i na sociálních sítích. Institut Sinoskop vznikl i jako konkurence projektu Sinopsis sinologů z Filozofické fakulty Univerzity Karlovy, který skupina PPF kritizovala za neobjektivitu vůči Číně.. Vít Vojta ovšem tvrdil, že spolupracoval pouze s agenturou C&B Reputation Management a že o jejím provázání s Home Creditem nevěděl.
Novináři Aktuálně.cz uvedli, že agentura  vyúčtovala Home Creditu tisíce hodin práce, včetně údajné editace textů českého velvyslance v Číně nebo českého konzula v Hongkongu a připravovala snad i podklady pro moderátora Luboše Xavera Veselého (XTV) pro rozhovor se Vítem Vojtou.

## Půjčky
Ačkoliv je Home Credit v Česku nebankovní instituce, nabízí úvěry takřka srovnatelné s těmi, které pocházejí od klasických bankovních institucí (ještě v roce 2010 však skončil, co do výše úvěru, jako nejhorší instituce). S tím jsou však spojené vyšší nároky na solventnost klientů, kdy na rozdíl od mnohých jiných českých nebankovních institucí vyžaduje nepřítomnost v registru dlužníků a potvrzení o zaměstnání.
Společnost ve svých začátcích čelila kritice za to, že její úvěry patřily mezi ty dražší na trhu. To se ale v posledních letech změnilo a podle Indexu odpovědného úvěrování (vypracovaném společností Člověk v tísni) se společnost Home Credit umístila na 3. místě (viz níže).

### Charakteristiky půjčky
Půjčky mohou být sjednané v hodnotě 10 až 250 tisíc Kč a splátky je možné rozložit na dobu max. 7 let. Při uzavírání smlouvy si klient může zajistit budoucí změnu splátky, která mu dává v případě nutnosti právo splátku snížit nebo zvýšit. Klient může také pojistit výdaje, což mu umožňuje předčasné splacení bez pokuty. Žádost o půjčku lze podat třemi způsoby: telefonicky skrze bezplatnou zákaznickou linku, na pobočce vybraných pobočkách pošt nebo pomocí internetové žádosti, s kterou může klientovi pomoci přehledný návod. K uzavření půjčky je potřeba pouze dvou dokladů totožnosti, a protože se doklady o příjmech nepředkládají, ale klient musí být zaměstnance či podnikatel, je třeba uvést také základní informace o jeho firmě. Půjčku je možné vyplatit převodem na účet, složenkou nebo hotovostně na vybraných přepážkách České pošty. Při zpracování půjčky může být po klientech požadován poplatek spojený s poskytnutím půjčky dosahující až 44% z půjčené částky.

## Hodnocení

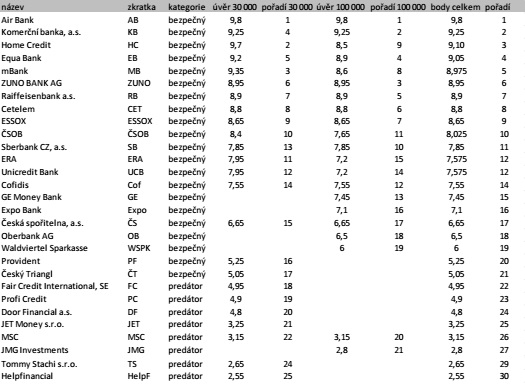
Navigátor bezpečného úvěru - výsledky

Projekt Navigátor bezpečného úvěru (Projekt poradenské společnosti EEIP ve spolupráci s Univerzitou Karlovou; projekt je mimo jiné sponzorovaný společností Home Credit) firmu v roce 2015 zařadil na třetí místo v porovnání úvěrů. Firma získala celkem 9,10 bodů z deseti a umístila se hned za Air Bank a Komerční banku, a.s., přičemž úvěry do pěti bodů byly vyhodnoceny jako predátorské a nedoporučují se sjednávat. V projektu jsou hodnoceny rozdíly v cenách, sankcích, parametru četnosti výskytu u Asociace občanských poraden a nově také v inovacích, které věřitelé svým klientům nabízí, tj. v přidané hodnotě. Tou je specifický parametr samotného produktu, stejně jako například nějaká doplňková služba – pojištění proti neschopnosti splácet zdarma, právní poradenství či mnohé jiné. Tato studie zkoumala v roce 2015 107 spotřebitelských úvěrů od 69 poskytovatelů.
V červnu 2009 představila nezisková organizace Člověk v tísni svůj Index predátorského úvěrování. Index vznikl v době začínající velké recese v Česku a počínajícího růstu nezaměstnanosti, což vše napomáhalo vzmachu rizikových půjček (resp. spotřebních úvěrů). Zprvu analyzovala šest velkých nebankovních poskytovatelů půjček. Společnost Home Credit skončila jako druhý nejrizikovější poskytovatel půjček. Jedním z hlavních problémů byla existence rozhodčích doložek, kterou ale v té době používala většina analyzovaných společností. Dále šlo o nepřehlednost a nesrozumitelnost smluvních podmínek, které v té době u Home Creditu čítaly 48 normostran právního textu, přítomnost úroků z prodlení nad rámec zákonné úpravy nebo náklady na jednu zpožděnou splátku v podobě sankcí. Organizace Člověk v tísni svou analýzu aktualizovala ještě na konci téhož roku. Soustředila se nově na devět poskytovatelů půjček a Home Credit svou pozici lehce zlepšil, když výrazně zjednodušil a zpřehlednil kritizované smluvní podmínky. V roce 2010 se ovšem v pořadí indexu Home Credit objevil nově na nejhorší příčce a byl označen za nejrizikovějšího poskytovatele půjček (analýza se v tom roce zaměřila na sedm společností). Home Credit hodnocení organizace Člověk v tísni odmítl a požadoval zveřejnění metodiky hodnocení a přejmenování indexu, který měl podle nich negativní dopad na renomé firem. Člověk v tísni v následujících letech index přejmenoval na Index odpovědného úvěrování. V roce 2017 srovnával již 42 společností a Home Credit se postupně vyšplhal až na třetí nejlepší příčku mezi nebankovními poskytovateli půjček. Posun Home Creditu zajistilo zejména opuštění rozhodčích doložek, které za určitých podmínek zakázal i Ústavní soud již v roce 2011 (a v dalších letech ještě více specifikoval). To vytvořilo situaci, kdy soud označil exekuce vymáhané na základě rozhodčích doložek za neoprávněné. Společnost Home Credit v jejich vymáhání ovšem pokračovala i nadále. Ještě v roce 2019, podle organizace Člověk v tísni, mělo jít o čtvrtinu všech smluv Home Creditu. Ministerstvo spravedlnosti téhož roku vypočítalo, že v té době v Česku běželo přibližně 130 tisíc nezákonných exekucí. Negativní publicita kolem neoprávněných exekucí vedla Home Credit k zastavení jejich vymáhání. K čemuž došlo až v květnu 2020, tedy devět let od prvního rozhodnutí Ústavního soudu. Home Credit v důsledku musel odepsat 300 milionů korun. V roce 2020 se Home Credit stále držel na třetím nejlepším místě mezi poskytovateli půjček, a to i po započítání bank.